# Obwód Elbasan
Obwód Elbasan (alb.: qarku i Elbasanit) – jeden z dwunastu obwodów w Albanii.
W skład obwodu wchodzą okręgi: Elbasan, Gramsh, Librazhd i Peqin. Stolicą obwodu jest Elbasan.
W 2011 roku według spisu ludności w obwodzie zamieszkiwało 295 827 mieszkańców. Wśród nich było 85,58% Albańczyków, 0,06% Greków, 0,03% Macedończyków, 0,25% Arumunów, 0,36% Romów, 0,15% Egipcjan, 12,11% ludności nie udzieliło odpowiedzi. Muzułmanie stanowili 64,41%, bektaszyci 0,51%, katolicy 1,03%, ewangelicy 0,12%, prawosławni 5,17%, ateiści 3,27%; odpowiedzi nie udzieliło 13,29% ludności.